# Saint-Méen-le-Grand

Saint-Méen-le-Grand este o comună în departamentul Ille-et-Vilaine, Franța. În 1 ianuarie 2022 avea o populație de 4.642 de locuitori.